# المجعارة (ذي السفال)

تعديل مصدري - تعديل

المجعارة محلة تابعة لقرية ذي فرع، التابعة لعزلة الوحص بمديرية ذي السفال إحدى مديريات محافظة إب في الجمهورية اليمنية، بلغ تعداد سكانها 69 حسب تعداد اليمن لعام 2004.